# Apothosia conformis
Apothosia conformis là một loài bướm đêm thuộc phân họ Arctiinae, họ Erebidae.